# Micheline Hess
Micheline Hess es una guionista, colorista y entintadora de cómics afroestadounidense. Fue una de las pocas mujeres en trabajar para Milestone Comics, un sello editorial de DC Comics creado para solucionar la falta de autores y superhéroes negros en el cómic estadounidense.

## Carrera
Micheline comenzó su carrera en los cómics en la década de los 90 como asistente de colorista para Jason Scott Jones. En 2017 Lily Brown, personaje creado por Micheline ganó el premio al Mejor Personaje Femenino en los Glyph Comics Awards.

## Obras publicadas
•Malice in Ovenland #1-4 (2014-2016).
•Gumgah and the Grumpledonk (2017).
•Is'nana the Were-Spider #2 (2018).
•Black Comix Returns (2018).